# George Stewardson Brady
George Stewardson Brady (ur. 18 kwietnia 1832 w Gateshead, zm. 25 grudnia 1921 w Sheffield) – brytyjski zoolog i mikropaleontolog, profesor historii naturalnej w Hancock Museum, jeden z najwybitniejszych badaczy i odkrywców gatunków Copepoda i Ostracoda, uczestnik słynnej „Challenger Expedition”. 

## Życiorys
Urodził się jako najstarszy syn chirurga Henry’ego Brady i jego żony Hannah z domu Browman. Studiował na Wydziale Medycznym Durham University, w 1853 uzyskał tam licencję stowarzyszenia aptekarzy, został członkiem Royal College of Surgeons, a w 1876 uzyskał tam tytuł doktora nauk. Od 1857 do 1906 pracował jako lekarz, równolegle od 1875 był profesorem historii naturalnej w Armstrong College w Newcastle. Od 1872 do 1876 Uczestniczył w Challenger Expedition, gdzie rozpoczął badania nad planktonem, szczególną uwagę poświęcił gatunkom Copepoda i Ostracoda. Jest uznawany za jednego z najwybitniejszych specjalistów oraz odkrywcę licznych przedstawicieli tych gatunków. W czerwcu 1882 został wybrany do Fellow of the Royal Society. Otrzymał honorowy tytuł profesora w Hancock Museum, był członkiem korespondentem Towarzystwa Linneuszowskiego w Bordeaux i Akademii Nauk Przyrodniczych w Filadelfii (Academy of Natural Sciences of Philadelphia).